# MV Chelan
MV Chelan je trajekt třídy Issaquah 130 z flotily Washington State Ferries. Byl postaven roku 1981 jako trajekt třídy Issaquah pro provoz na trase Edmonds-Kingston. Tam jej ale na počátku nového tisíciletí nahradily nově postavené lodě, a tak přijal novou pozici náhradního plavidla. V roce 2004 byl renovován, stejně jako jeho sesterské lodě, aby měl jednu palubu pro vozidla navíc. Po změnách v americkém pobřežním zákoně navíc musela loď souhlasit s pravidly Mezinárodní konvence pro bezpečnost života na moři; toto vylepšení bylo provedeno roku 2005. Ve stejné době se renovace dočkal také interiér lodi, z původního spartánského vzhledu na modernější. Také byl přidán bezcelný prostor pro přechody mezi Kanadou a Spojenými státy, který většinou absolvuje společně se službou na trase mezi Anacortes a souostrovím svatého Jana na jaře, v létě a na podzim. V zimě je spíš nasazován rovněž mezi Anacortes a souostroví svatého Jana, ale místo mezinárodních tras obsluhuje trasu mezi Mukilteem a Clintonem. K nalezení ale může být na jakékoli trase systému, záleží na tom, kde jí je potřeba.